# 16 septembre 1975
Le mardi 16 septembre 1975 est le 259e jour de l'année 1975.

## Naissances
- Ioakim Ioakim, footballeur international chypriote
- Amy Price-Francis, actrice canadienne
- Armando Sá, footballeur mozambicain
- Billy Eppler, joueur de baseball américain
- Gaël Texier, taekwondoïste canadienne
- Gal Fridman, véliplanchiste israélien
- Jamie Burnett, joueur de snooker écossais
- Kip Harkrider, joueur de baseball américain
- Mike Gizzi, joueur de basket-ball américain
- Petra Haltmayr, Skieuse alpine allemande
- Rossana de los Ríos, joueuse de tennis paraguayenne
- Samanta Villar, journaliste espagnole
- Sat l'Artificier, rappeur français
- Stéphane Basson, footballeur français
- Stéphanie Neau, tireuse sportive française
- Thekla Reuten, actrice néerlandaise
- Toks Olagundoye, actrice américaine

## Décès
- Johannes van der Corput (né le 4 septembre 1890), mathématicien néerlandais

## Événements
- indépendance de la Papouasie-Nouvelle-Guinée vis-à-vis de la tutelle des Nations unies et de l’administration australienne. Michael Somare, chef du Pangu Party, devient Premier ministre (1975-1980, 1982-1985, depuis 2002).